# Carpoporus
Carpoporus is een geslacht van kreeftachtigen uit de klasse van de Malacostraca (hogere kreeftachtigen).

## Soort
- Carpoporus papulosus Stimpson, 1871